# Tomáš Šalé
Tomáš Šalé (6. července 1916 Krumvíř – 18. srpna 1986 Brno) byl československý atlet, běžec.

## Sportovní kariéra
Závodil na středních tratích. Ve třicátých letech byl reprezentantem Moravské Slavie Brno, kde pod vedením trenéra Františka Klempy vyrostl v předního českého běžce.  V letech 1937 – 1939 vytvořil své první české rekordy na tratích 1000 metrů a 2000 metrů. V roce 1939 přestoupil do klubu SK Baťa Zlín, ve kterém působil do roku 1945. Tam se setkal s Emilem Zátopkem, který ve Zlíně začínal svou kariéru. Společně také překonali české rekordy ve štafetových bězích. Sám se několikrát stal mistrem Čech a Moravy v bězích na středních tratích a zvítězil vícekrát v tradičních přespolních a městských bězích na Moravě (Běh Brnem, Běh Lužánkami a další). Svůj vrchol kariéry prožil těsně před druhou světovou válkou a jejím průběhu, kdy však měl velmi omezené možnosti mezinárodního srovnání. Reprezentoval v pěti mezistátních utkáních v letech 1937 – 1938. Po válce se vrátil do Brna, závodil za Sokol Brno I, aktivní kariéru ukončil v roce 1948.
Později působil jako atletický činovník, byl mimo jiné dlouholetým předsedou městského atletického svazu v Brně a vedoucím sportovní prodejny ve středu Brna. V roce 1967 patřil mezi organizátory první české atletické veteraniády, která se konala 3. září tohoto roku v Brně- Žabovřeskách na hřišti Pod lesem.

### Úspěchy
- mistr ČSR a poté (za okupace) mistr Čech a Moravy v lesním běhu (1939, 1940), v běhu na 400 m (1941), na 1500 m (1939, 1943), na 800 m (1939, 1940, 1941, 1942, 1943, 1944 a 1946)
- české rekordy: běh na 1000 m: 2:30,8 (Brno 21. května 1939), 1 500 m: 3:57,0 (Brno 17. července 1940), 2000 m: 5:37,7 (Praha, 28. července 1397), ve štafetách na 3x1000 m a 4 × 1500 m

### Osobní rekordy
- 400 m – 50,8 s (1941)
- 800 m – 1:55,0 (1946)
- 3000 m – 8:47,8 (1946)